# Holorusia sakarahana
Holorusia sakarahana är en tvåvingeart som först beskrevs av Alexander 1960.  Holorusia sakarahana ingår i släktet Holorusia och familjen storharkrankar.
Artens utbredningsområde är Madagaskar. Inga underarter finns listade i Catalogue of Life.